# Gouvernement Morawiecki I
Pour les articles homonymes, voir gouvernement Morawiecki.
IIIe République de Pologne
Szydło Morawiecki II
Le gouvernement Morawiecki I (en polonais : Pierwszy rząd Mateusza Morawieckiego) est le gouvernement de la république de Pologne entre le 11 décembre 2017 et le 15 novembre 2019, sous la VIIIe législature de la Diète et la IXe législature du Sénat.
Il est dirigé par le conservateur Mateusz Morawiecki, dont la coalition a remporté la majorité absolue aux élections parlementaires de 2015. Il succède au gouvernement de la conservatrice Beata Szydło et cède le pouvoir au  gouvernement Morawiecki II après la nouvelle victoire de la droite aux élections de 2019.

## Historique du mandat
Dirigé par le nouveau président du Conseil des ministres conservateur Mateusz Morawiecki, ce gouvernement est constitué et soutenu par Droit et justice (PiS), Pologne solidaire (SP) et La Pologne ensemble (PR). Ensemble, ils disposent de 235 députés sur 460, soit 51,1 % des sièges de la Diète, et de 62 sénateurs sur 100.
Il est formé à la suite de la démission de Beata Szydło. Il succède donc au gouvernement de cette dernière, formé en novembre 2015, constitué et soutenu par une coalition identique.

### Formation
Le 7 décembre 2017, peu après le rejet par la Diète d'une motion de défiance envers le gouvernement, la porte-parole de Droit et justice annonce que Szydło a indiqué vouloir remettre sa démission. Le comité politique de PiS recommande alors au président de la République Andrzej Duda de nommer Morawiecki, vice-président du Conseil des ministres, ministre du Développement et des Finances, à la direction de l'exécutif. Le président Duda le charge, le lendemain, de former un nouveau gouvernement, un délai de 14 jours lui étant accordé par la Constitution pour présenter une liste de ministres.
Le chef de l'État procède quatre jours plus tard, le 11 décembre, à la désignation de Morawiecki, qui nomme aussitôt un gouvernement 22 ministres. En dehors de Szydło, qui devient vice-présidente du Conseil des ministres, le gouvernement est identiqiue au précédent, les ministres sortants étant reconduits. Le lendemain, par 243 voix pour et 192 voix contre, la Diète accorde la confiance.
Le 9 janvier 2018, un remaniement ministériel touchant des ministères de premier plan a lieu. Morawiecki cède son portefeuille des Finances à Teresa Czerwińska et celui du Développement à Jerzy Kwieciński. Un ministère des Entreprises est créé. Le ministre des Affaires étrangères, Witold Waszczykowski, et celui de la Défense, Antoni Macierewicz, sont remerciés et le ministre de l'Intérieur Mariusz Błaszczak change d'affectation. Ces changements profonds sont perçus comme une volonté d'améliorer les relations avec l'Union européenne. Saluant cette initiative, la Plate-forme civique estime néanmoins que le gouvernement continuera à suivre les directives de Jarosław Kaczyński.

### Succession
Le gouvernement remet sa démission à Andrzej Duda le 12 novembre 2019, à l'ouverture de la IXe législature de la Diète et de la Xe du Sénat. Il est alors chargé de l'expédition des affaires courantes. Il est remplacé trois jours plus tard par le gouvernement Morawiecki II.

## Composition

### Initiale (11 décembre 2017)
Les nouveaux ministres par rapport au gouvernement Szydło sont indiqués en gras, ceux ayant changé d'attributions en italique.
| Poste                                                                                           | Titulaire | Titulaire                                        | Parti    |
| ----------------------------------------------------------------------------------------------- | --------- | ------------------------------------------------ | -------- |
| Président du Conseil des ministres Ministre du Développement et ministre des Finances           |           | Mateusz Morawiecki                               | PiS      |
| Vice-président du Conseil des ministres Ministre de la Culture et du Patrimoine national        |           | Piotr Gliński                                    | PiS      |
| Vice-président du Conseil des ministres Ministre de la Science et de l'Enseignement supérieur   |           | Jarosław Gowin                                   | Alliance |
| Vice-présidente du Conseil des ministres Chargée de la politique sociale                        |           | Beata Szydło                                     | PiS      |
| Ministre des Infrastructures et des Travaux publics                                             |           | Andrzej Adamczyk                                 | PiS      |
| Ministre des Sports et du Tourisme                                                              |           | Witold Bańka                                     | Sans     |
| Ministre de l'Intérieur et de l'Administration                                                  |           | Mariusz Błaszczak                                | PiS      |
| Ministre de l'Économie maritime et des Voies navigables                                         |           | Marek Gróbarczyk                                 | PiS      |
| Ministre de l'Agriculture et du Développement rural                                             |           | Krzysztof Jurgiel                                | PiS      |
| Ministre de la Défense nationale                                                                |           | Antoni Macierewicz                               | PiS      |
| Ministre de la Santé                                                                            |           | Konstanty Radziwiłł                              | PiS      |
| Ministre de la Famille, du Travail et de la Politique sociale                                   |           | Elżbieta Rafalska                                | PiS      |
| Ministre du Numérique                                                                           |           | Anna Streżyńska                                  | Sans     |
| Ministre de l'Environnement                                                                     |           | Jan Szyszko                                      | PiS      |
| Ministre de l'Énergie                                                                           |           | Krzysztof Tchórzewski                            | PiS      |
| Ministre des Affaires étrangères                                                                |           | Witold Waszczykowski                             | PiS      |
| Ministre de l'Éducation nationale                                                               |           | Anna Zalewska                                    | PiS      |
| Ministre de la Justice                                                                          |           | Zbigniew Ziobro                                  | SP       |
| Ministre sans portefeuille Coordonnateur des services secrets                                   |           | Mariusz Kamiński                                 | PiS      |
| Ministre sans portefeuille Directrice de la chancellerie du président du Conseil des ministres  |           | Beata Kempa                                      | SP       |
| Ministre sans portefeuille Président du comité permanent du gouvernement                        |           | Henryk Kowalczyk                                 | PiS      |
| Ministre sans portefeuille Directeur du cabinet politique du président du Conseil des ministres |           | Elżbieta Witek (jusqu'au 18/12/2017) Marek Suski | PiS      |

### Remaniement du 9 janvier 2018
Les nouveaux ministres sont indiqués en gras, ceux ayant changé d'attributions en italique.
| Poste                                                                                           | Titulaire | Titulaire                                                        | Parti    |
| ----------------------------------------------------------------------------------------------- | --------- | ---------------------------------------------------------------- | -------- |
| Président du Conseil des ministres                                                              |           | Mateusz Morawiecki                                               | PiS      |
| Vice-président du Conseil des ministres Ministre de la Culture et du Patrimoine national        |           | Piotr Gliński                                                    | PiS      |
| Vice-président du Conseil des ministres Ministre de la Science et de l'Enseignement supérieur   |           | Jarosław Gowin                                                   | Alliance |
| Vice-présidente du Conseil des ministres Chargée de la politique sociale                        |           | Beata Szydło                                                     | PiS      |
| Ministre des Infrastructures                                                                    |           | Andrzej Adamczyk                                                 | PiS      |
| Ministre des Sports et du Tourisme                                                              |           | Witold Bańka                                                     | Sans     |
| Ministre de l'Intérieur et de l'Administration                                                  |           | Joachim Brudziński                                               | PiS      |
| Ministre de l'Économie maritime et des Voies navigables                                         |           | Marek Gróbarczyk                                                 | PiS      |
| Ministre de l'Agriculture et du Développement rural                                             |           | Krzysztof Jurgiel (jusqu'au 20/06/2018) Jan Krzysztof Ardanowski | PiS      |
| Ministre de la Défense nationale                                                                |           | Mariusz Błaszczak                                                | PiS      |
| Ministre de la Santé                                                                            |           | Łukasz Szumowski                                                 | Sans     |
| Ministre de la Famille, du Travail et de la Politique sociale                                   |           | Elżbieta Rafalska                                                | PiS      |
| Ministre du Numérique                                                                           |           | Anna Streżyńska (jusqu'au 17/04/2019)                            | Sans     |
| Ministre du Numérique                                                                           |           | Marek Zagórski                                                   | PiS      |
| Ministre de l'Environnement                                                                     |           | Henryk Kowalczyk                                                 | PiS      |
| Ministre de l'Énergie                                                                           |           | Krzysztof Tchórzewski                                            | PiS      |
| Ministre des Affaires étrangères                                                                |           | Jacek Czaputowicz                                                | PiS      |
| Ministre de l'Éducation nationale                                                               |           | Anna Zalewska                                                    | PiS      |
| Ministre de la Justice                                                                          |           | Zbigniew Ziobro                                                  | SP       |
| Ministre des Entreprises et de la Technologie                                                   |           | Jadwiga Emilewicz                                                | Alliance |
| Ministre des Finances                                                                           |           | Teresa Czerwińska                                                | PiS      |
| Ministre des Investissements et du Développement                                                |           | Jerzy Kwieciński                                                 | PiS      |
| Ministre sans portefeuille Coordonnateur des services secrets                                   |           | Mariusz Kamiński                                                 | PiS      |
| Ministre sans portefeuille Directrice de la chancellerie du président du Conseil des ministres  |           | Beata Kempa                                                      | SP       |
| Ministre sans portefeuille Directeur du cabinet politique du président du Conseil des ministres |           | Marek Suski                                                      | PiS      |

### Remaniement du 4 juin 2019
Les nouveaux ministres sont indiqués en gras, ceux ayant changé d'attributions en italique.
| Poste                                                                                           | Titulaire | Titulaire                                                                    | Parti    |
| ----------------------------------------------------------------------------------------------- | --------- | ---------------------------------------------------------------------------- | -------- |
| Président du Conseil des ministres                                                              |           | Mateusz Morawiecki                                                           | PiS      |
| Vice-président du Conseil des ministres Ministre de la Culture et du Patrimoine national        |           | Piotr Gliński                                                                | PiS      |
| Vice-président du Conseil des ministres Ministre de la Science et de l'Enseignement supérieur   |           | Jarosław Gowin                                                               | Alliance |
| Vice-président du Conseil des ministres Chargé de la politique sociale                          |           | Jacek Sasin                                                                  | PiS      |
| Ministre des Infrastructures                                                                    |           | Andrzej Adamczyk                                                             | PiS      |
| Ministre des Sports et du Tourisme                                                              |           | Witold Bańka                                                                 | Sans     |
| Ministre de l'Intérieur et de l'Administration                                                  |           | Elżbieta Witek (jusqu'au 09/08/2019) Mariusz Kamiński                        | PiS      |
| Ministre de l'Économie maritime et des Voies navigables                                         |           | Marek Gróbarczyk                                                             | PiS      |
| Ministre de l'Agriculture et du Développement rural                                             |           | Jan Krzysztof Ardanowski                                                     | PiS      |
| Ministre de la Défense nationale                                                                |           | Mariusz Błaszczak                                                            | PiS      |
| Ministre de la Santé                                                                            |           | Łukasz Szumowski                                                             | Sans     |
| Ministre de la Famille, du Travail et de la Politique sociale                                   |           | Bozena Borys-Szopa                                                           | PiS      |
| Ministre du Numérique                                                                           |           | Marek Zagórski                                                               | PiS      |
| Ministre de l'Environnement                                                                     |           | Henryk Kowalczyk                                                             | PiS      |
| Ministre de l'Énergie                                                                           |           | Krzysztof Tchórzewski                                                        | PiS      |
| Ministre des Affaires étrangères                                                                |           | Jacek Czaputowicz                                                            | PiS      |
| Ministre de l'Éducation nationale                                                               |           | Dariusz Piontkowski                                                          | PiS      |
| Ministre de la Justice                                                                          |           | Zbigniew Ziobro                                                              | SP       |
| Ministre des Entreprises et de la Technologie                                                   |           | Jadwiga Emilewicz                                                            | Alliance |
| Ministre des Finances                                                                           |           | Marian Banaś (jusqu'au 30/08/2019) Jerzy Kwieciński (à partir du 20/09/2019) | PiS      |
| Ministre des Investissements et du Développement                                                |           | Jerzy Kwieciński                                                             | PiS      |
| Ministre sans portefeuille Coordonnateur des services secrets                                   |           | Mariusz Kamiński (jusqu'au 14/08/2019)                                       | PiS      |
| Ministre sans portefeuille Directeur de la chancellerie du président du Conseil des ministres   |           | Michał Woś                                                                   | Sans     |
| Ministre sans portefeuille Directeur du cabinet politique du président du Conseil des ministres |           | Marek Suski                                                                  | PiS      |